# Tinsukia (Distrikt)
Der Distrikt Tinsukia (assamesisch তিনিচুকীয়া জিলা) ist ein Distrikt im Osten des indischen Bundesstaat Assam. Sitz der Verwaltung ist die gleichnamige Stadt Tinsukia.

## Geographie
Der Distrikt liegt ganz im Osten des Bundesstaats Assam an der Grenze zu Arunachal Pradesh. Die Fläche des Distrikts beträgt 3790 km². Der Dibru-Saikhowa-Nationalpark liegt im Distrikt. Mit Ausnahme eines gebirgigen Gebiets im Norden gehört der Distrikt zum Tal des Brahmaputra. Der Distrikt grenzt im Norden, Osten und Süden an den indischen Bundesstaat Arunachal Pradesh sowie im Westen an die Distrikte Dibrugarh und Dhemaji.

## Geschichte
Da ganz Assam Erdbebengebiet ist, wurde auch der Distrikt Tinsukia mehrfach von starken Erdbeben heimgesucht. Die verheerendsten dieser Erdbeben in der Neuzeit waren im Jahr 1897 und am 15. August 1950. Der Distrikt mit den Circles Margherita, Sadiya und Tinsukia entstand am 29. September 1989 aus den östlichen Teilen des Distrikts Dibrugarh.

## Bevölkerung

### Übersicht
Die Einwohnerzahl lag im Jahr 2011 bei 1.327.929. Die Bevölkerungswachstumsrate im Zeitraum von 2001 bis 2011 betrug 15,47 %. Tinsukia hatte ein Geschlechterverhältnis von 952 Frauen pro 1000 Männer und damit den in Indien häufigen Männerüberschuss. Der Distrikt hatte 2011 eine Alphabetisierungsrate von 69,66 %, eine Steigerung um knapp 9 Prozentpunkte gegenüber dem Jahr 2001. Die Alphabetisierung lag damit unter dem nationalen Durchschnitt. 89,0 % der Bevölkerung waren Hindus, 5,8 % Christen, 3,6 % Muslime, 1,2 % Buddhisten, 0,2 % Sikhs, 0,1 % Jainas und 0,2 % gaben keine Religionszugehörigkeit an oder praktizierten andere Religionen. 13,7 % der Bevölkerung waren Kinder unter 6 Jahre.
Knapp 19,9 % der Bevölkerung lebten im Jahr 2011 in Städten. Die größte Agglomeration war Tinsukia mit 126.389 Einwohnern.

### Einwohnerentwicklung
In den ersten Jahrzehnten des 20. Jahrhunderts wuchs die Bevölkerung bereits stark. Während die Bevölkerung in der ersten Hälfte des 20. Jahrhunderts um rund 203 % zunahm, betrug das Wachstum in den fünfzig Jahren zwischen 1961 und 2011 166 %. Die Bevölkerungszunahme zwischen 2001 und 2011 lag bei 15,74 % oder rund 178.000 Menschen. Offizielle Bevölkerungsstatistiken der heutigen Gebiete sind seit 1901 bekannt und veröffentlicht. Grund für die ungewöhnlich starke Zunahme der Bevölkerung ab 1901 war lange Zeit die Zuwanderung in das dünn besiedelte Gebiet. Heutzutage ist es der Geburtenüberhang. Die Entwicklung verdeutlicht folgende Tabelle:
| Jahr      | 1901    | 1911    | 1921    | 1931    | 1941    | 1951    | 1961    | 1971    | 1981    | 1991    |
| Einwohner | 121.052 | 152.876 | 204.964 | 253.982 | 311.626 | 367.536 | 499.568 | 654.510 | k. Ang. | 962.300 |

### Bedeutende Orte
Insgesamt gibt es im Distrikt 12 Orte, die als Städte (towns und census towns) gelten. Dennoch ist der Anteil der städtischen Bevölkerung im Distrikt sehr tief. Denn nur 264.743 der 1.327.929 Einwohner oder 19,94 % leben in städtischen Gebieten. Die acht Städte mit mehr als 10.000 Einwohnern sind:

### Bevölkerung des Distrikts nach Geschlecht
| Bevölkerung nach Geschlecht                         |                   |                   |                   |                   |
| Einheit                                             | Volkszählung 2001 | Volkszählung 2001 | Volkszählung 2011 | Volkszählung 2011 |
| Einheit                                             | Anzahl            | Anteil            | Anzahl            | Anteil            |
| GESAMT                                              | 1.150.062         | 100 %             | 1.327.929         | 100 %             |
| Männer                                              | 601.099           | 52,27 %           | 680.231           | 51,23 %           |
| Frauen                                              | 548.963           | 47,73 %           | 647.698           | 48,77 %           |
| STADT GESAMT                                        | 223.957           | 100 %             | 264.743           | 100 %             |
| Stadt-Männer                                        | 121.246           | 54,14 %           | 138.836           | 52,44 %           |
| Stadt-Frauen                                        | 102.711           | 45,86 %           | 125.907           | 47,66 %           |
| LAND GESAMT                                         | 926.105           | 100 %             | 1.063.186         | 100 %             |
| Land-Männer                                         | 479.853           | 51,81 %           | 541.395           | 50,92 %           |
| Land-Frauen                                         | 446.252           | 48,19 %           | 521.791           | 49,08 %           |
| Quelle: Ergebnisse der Volkszählungen 2001 und 2011 |                   |                   |                   |                   |

### Volksgruppen
Die scheduled castes (gelistete Kasten) mit (2011) 37.688 Menschen (2,84 Prozent der Bevölkerung) werden heutzutage Dalit genannt (früher auch abschätzig Unberührbare betitelt). Die scheduled tribes sind die anerkannten Stammesgemeinschaften mit (2011) 82.066 Menschen (6,18 Prozent der Bevölkerung), die sich selber als Adivasi bezeichnen. Zu ihnen gehören in Assam 36 Volksgruppen. Mehr als 5000 Angehörige im Distrikt zählen die Kachari mit 40.560 Personen oder 3,05 % der Bevölkerung, die Miri mit 18.145 Personen oder 1,37 % der Bevölkerung und die Deori mit 8080 Personen oder 0,61 % der Bevölkerung. Hochburg der anerkannten Stammesgemeinschaften ist der Circle (Kreis) Sadiya mit 25.167 Angehörigen oder 24,57 % der dortigen Einwohnerschaft.

### Bevölkerung des Distrikts nach Sprachen
Die Bevölkerung des Distrikts Tinsukia ist sprachlich sehr gemischt. Denn es gibt keine Mehrheitssprache. Assami ist nur im Circle Doom Dooma Mehrheitssprache, hat aber in allen vier Circles einen hohen Bevölkerungsanteil. An zweiter Stelle liegen die Hindi-Sprachen und -Dialekte (Sadan/Sadri, Alltagshindi und Bhojpuri) mit zusammen 338.249 Menschen oder 25,47 % der Distriktsbevölkerung. Ihre Hochburg ist der Circle Tinsukia (150.021 Personen oder 34,25 % der Bevölkerung). Schwach vertreten ist Hindi nur im Circle Sadiya. Bengali hat ebenfalls einen hohen Bevölkerungsanteil und erreicht Höchstwerte von 14,04 % im Circle Tinsukia und von 13,01 % im Circle Margherita. Nur schwach vertreten ist Bengali im Circle Sadiya.
Von den weiteren Sprachen ist Nepali zuvorderst mit einem Bevölkerungsanteil von 26,16 % im Circle Sadiya und von 13,47 % im Circle Margherita. Odia streut mehr und hat ihre Hochburg im Circle Tinsukia mit 2,80 % Bevölkerungsanteil. Einen Anteil von mehr als einem Prozent erreicht zudem Miri. Die höchste Verbreitung hat diese Sprache im Circle Sadiya mit einem Bevölkerungsanteil von 13,03 %. Regional bedeutend ist zudem Deori (insgesamte Sprecherzahl 4741 Personen) im Circle Sadiya mit 4080 Menschen oder 3,98 % der dortigen Einwohnerschaft. Die genaue Verteilung im Distrikt zeigt folgende Tabelle:
| Jahr                                   | Assami  | Assami | Sadan/Sadri | Sadan/Sadri | Bengali | Bengali | Hindi   | Hindi | Nepali | Nepali | Bhojpuri | Bhojpuri | Odia   | Odia | Miri   | Miri | Total     | Total    |
| Jahr                                   | Zahl    | %      | Zahl        | %           | Zahl    | %       | Zahl    | %     | Zahl   | %      | Zahl     | %        | Zahl   | %    | Zahl   | %    | Zahl      | %        |
| -------------------------------------- | ------- | ------ | ----------- | ----------- | ------- | ------- | ------- | ----- | ------ | ------ | -------- | -------- | ------ | ---- | ------ | ---- | --------- | -------- |
| 2011                                   | 634.697 | 47,80  | 187.275     | 14,10       | 133.448 | 10,05   | 113.348 | 8,54  | 99.811 | 7,52   | 30.515   | 2,30     | 27.969 | 2,11 | 19.416 | 1,46 | 1.327.929 | 100,00 % |
| Quelle: Ergebnis der Volkszählung 2011 |         |        |             |             |         |         |         |       |        |        |          |          |        |      |        |      |           |          |

### Bevölkerung des Distrikts nach Bekenntnissen
Eine klare Mehrheit der Bevölkerung sind Hindus mit Anteilen zwischen 83,57 % im Circle Margherita und 92,52 % im Circle Sadiya. Doch gibt es mit den Buddhisten, Christen und Muslimen drei zahlenmäßig bedeutende religiöse Minderheiten. Die Christen haben ihre Hochburg im Circle Margherita mit 31.901 Personen oder 8,61 % der dortigen Bevölkerung. Die Muslime sind in den Circles Margherita (4,23 % Bevölkerungsanteil) und Tinsukia (4,28 % Bevölkerungsanteil) weit überdurchschnittlich vertreten und die Buddhisten erreichen den höchsten Anteil im Circle Margherita (3,15 % Bevölkerungsanteil). Die genaue religiöse Zusammensetzung der Bevölkerung zeigt folgende Tabelle:
| Jahr                                   | Buddhisten | Buddhisten | Christen | Christen | Hindus    | Hindus | Jainas | Jainas | Muslime | Muslime | Sikhs | Sikhs | Andere | Andere | keine Angaben | keine Angaben | Total     | Total    |
| Jahr                                   | Zahl       | %          | Zahl     | %        | Zahl      | %      | Zahl   | %      | Zahl    | %       | Zahl  | %     | Zahl   | %      | Zahl          | %             | Zahl      | %        |
| -------------------------------------- | ---------- | ---------- | -------- | -------- | --------- | ------ | ------ | ------ | ------- | ------- | ----- | ----- | ------ | ------ | ------------- | ------------- | --------- | -------- |
| 2011                                   | 16.628     | 2,22       | 76.877   | 5,79     | 1.181.347 | 88,96  | 837    | 0,06   | 48.373  | 3,64    | 1999  | 0,15  | 395    | 0,03   | 1873          | 0,14          | 1.327.929 | 100,00 % |
| Quelle: Ergebnis der Volkszählung 2011 |            |            |          |          |           |        |        |        |         |         |       |       |        |        |               |               |           |          |

## Verwaltung
Der Distrikt ist in die vier Verwaltungseinheiten (Circles) Doom Dooma, Margherita, Sadiya und Tinsukia unterteilt. Es gibt (laut District Census Hand Book 2001) 5 Stadtverwaltungen und 86 Dorfverwaltungen (Gaon Panchayat) für die 1186 Dörfer.

## Wirtschaft
Der Distrikt gehört zu den stark industrialisierten Gebieten Indiens mit den wichtigsten Sparten Ölindustrie und Kohleabbau. In den größeren Städten gibt es Geschäfte, Handwerksbetriebe und Kleinindustrie sowie Banken, Hospitäler und weiterführende Schulen.
Dennoch leben immer noch viele Menschen von der Landwirtschaft. Hauptsächlich werden Tee, Orangen und andere Zitrusfrüchte, Ingwer und Reis angepflanzt. Von Bedeutung ist zudem die Tierhaltung mit Rindern, Ziegen, Schafen, Hühnern und Schweinen.

## Verkehr
Viele Dörfer sind über Buslinien an das regionale Verkehrsnetz angeschlossen. Hinzu kommen als überregionale Straßenverbindungen mehrere National Highways und State Highways. Der Distrikt ist bereits seit 1883 mit der Bahn erschlossen. Auf dem Gebiet des Distrikts gibt es an den verschiedenen Linien insgesamt zehn Bahnhöfe.